# Jiang Yiting
Jiang Yiting (chinesisch 江伊婷; * 1. August 2004 in Xitianwei) ist eine chinesische Sportschützin.

## Erfolge
Jiang Yiting, die sich auf die Disziplin Skeet spezialisiert hat, gab 2022 beim Weltcup in Changwon ihr internationales Debüt. Noch im selben Jahr belegte sie mit der Mannschaft bei den Weltmeisterschaften in Osijek den Bronzerang und im Mixed bei den Asienmeisterschaften in Almaty den ersten Platz. Wiederum in Changwon gewann sie ein Jahr darauf bei den Asienmeisterschaften mit der Mannschaft die Goldmedaille, während sie in der Einzelkonkurrenz den dritten Platz belegte. Bei den 2023 ausgetragenen Asienspielen 2022 in Hangzhou sicherte sie sich im Einzel den Gewinn der Goldmedaille. Mit der Mannschaft platzierte sie sich auf Rang zwei und erhielt so die Silbermedaille. Die Asienmeisterschaften 2024  in Kuwait schloss sie mit der Mannschaft ebenfalls auf dem zweiten Platz ab, im Mixed gewann sie dagegen mit Wu Yunxuan die Goldmedaille.
Bei den Olympischen Spielen 2024 in Paris startete Jiang in zwei Disziplinen. Im Einzel belegte sie mit 119 Punkten den zehnten Rang und verpasste damit den Finaleinzug. Im Mixed trat Jiang gemeinsam mit Lyu Jianlin an. Die beiden erzielten in der Qualifikation 146 Punkte, wodurch sie sich zusammen mit den punktgleichen Indern Maheshwari Chauhan und Anantjeet Singh Naruka für das Duell um die Bronzemedaille qualifizierten. Mit 44:43 setzten sich Jiang und Lyu gegen Chauhan und Singh Naruka  durch und gewannen als Dritte die Bronzemedaille.